# Hopea mesuoides
Hopea mesuoides là một loài thực vật thuộc họ Dipterocarpaceae. Loài này có ở Brunei và Malaysia. Loài thực vật này mặc dù có độc tố cao nhưng lại có chứa chất được cho là có khả năng chữa một số bệnh ung thư. Tuy nhiên, các nhà khoa học đang xem xét lại giả thuyết này.
Ngoài ra, Hopea mesuoides còn là một nguồn thực phẩm quan trọng của thỏ Malaysia, loài này miễn nhiễm với lông tơ độc trên lá.